# Taiwania (revista)
Taiwania (abreviado Taiwania) es una revista con ilustraciones y descripciones botánicas que es editada por la National Taiwan University en Taipéi desde el año 1948. Desde 1954 lleva el nombre de Taiwania, Science Reports of the National Taiwan University.